# هوغو مان
هوغو مان (بالألمانية: Hugo Mann)‏ هو شخصية أعمال ألماني، ولد في 17 نوفمبر 1913 في لاوبهايم في ألمانيا، وتوفي في 20 ديسمبر 2008 في بادن بادن في ألمانيا.